# Лінійні кораблі типу «Бретань»

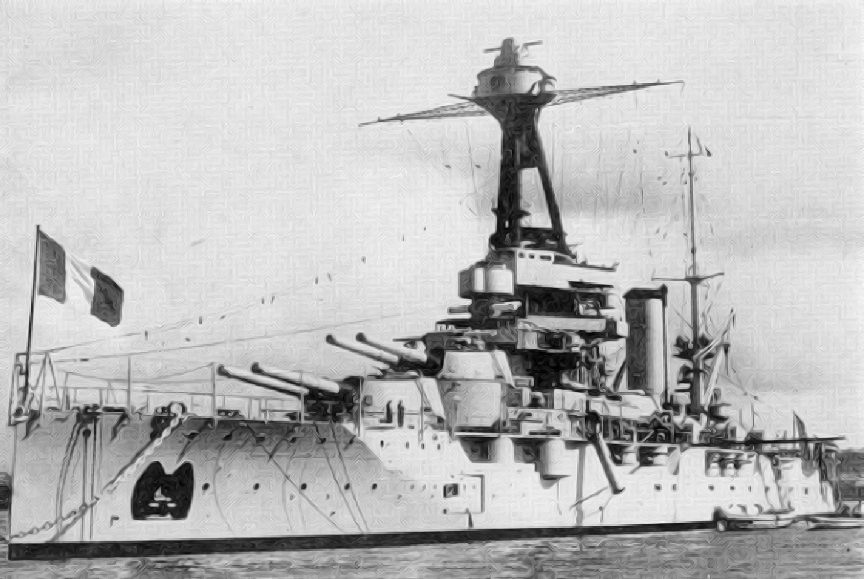
Лінкор «Прованс»

Лінійні кораблі типу «Бретань» були першими «супер-дредноутів», побудованими для французького флоту під час Першої світової війни. Побудовано три лінкори цього типу: «Бретань», головний корабель, «Прованс» і «Лоррейн». Вони були поліпшеною версією попередників — лінкорів типу «Курбе», і мали десять 340 міліметрових гармат замість дванадцяти 305 міліметрових на лінкорах попереднього типу. Четвертий корабель «Васілевс Константінос», був замовлений грецьким флотом, але роботи з його будівництва припинилися через початок Першої світової війни. Три завершені кораблі були названі на честь французьких провінцій.
Три кораблі обмежено застосовувались під час Першої світової війни, і в основному були зайняті тим, що стримували австро-угорський флот в Адріатичному морі. Після війни вони провели навчальні походи в Середземномор'ї і брали участь у патрулюваннях під час громадянської війни в Іспанії поблизу берегів цієї держави. Після початку Другої світової війни кораблі супроводжували  конвої і залучалися для протидії рейдерам до падіння Франції в червні 1940 року. «Бретань» і «Прованс» були потоплені британським Королівським флотом під час атаки на Мерс-ель-Кебір наступного місяця; Пізніше «Прованс» був піднятий і виведений в Тулон, де корабель знову затопили в листопаді 1942 року. 
«Лоррейн» був роззброєний британцями в Александрії і 1942 році включена до складу Вільних французьких військово-морських сил. Під час операції «Драгун», висадки на півдні Франції, лінкор здійснював артилерійську підтримку, потім залучався до обстрілів німецьких укріплень на півночі Франції. До початку 1950-х років «Лоррейн» служила навчальним кораблем, потім плавучою казармою. в 1954 році розібрана на метал. «Бретань» і «Прованс» були розібрані на метал у 1952 і 1949 роках відповідно.

## Обставини появи

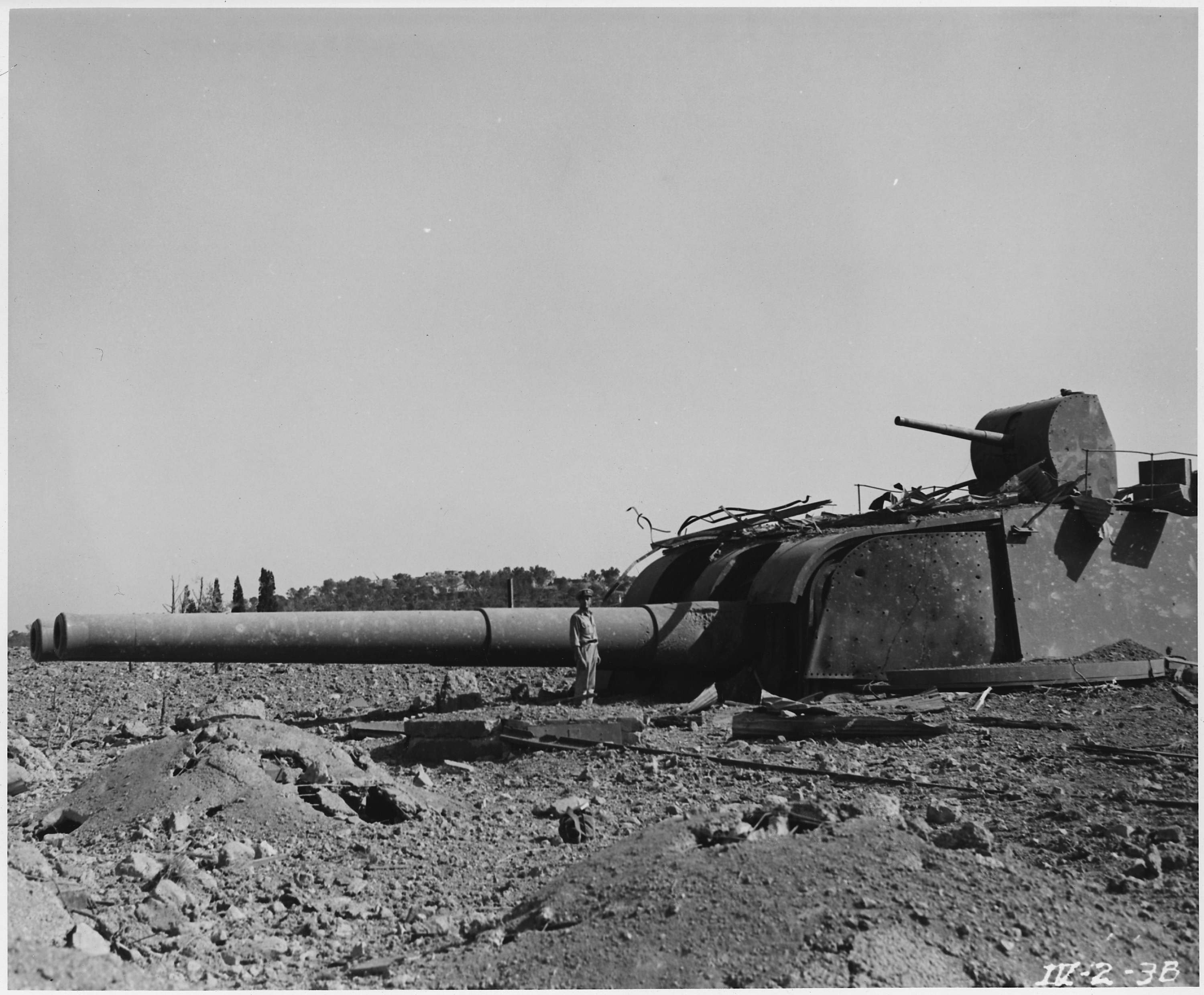
Одна з гарматних башт «Провансу» в якості берегової батареї.

До 1910 року, Франція ще не заклала жодного дредноута; Британія до того часу завершили десять дредноутів і п'ять лінійних крейсерів, та будувала ще вісім лінкорів та три лінійні крейсери. У Німеччині було побудовано вісім дредноутів і один лінійний крейсер. У Сполучених Штатів було шість лінкорів побудовано і ще чотири будувалися. У кінці цього року, ВМС Франції заклали перший з чотирьох лінкорів типу «Курбе». Щоб подолати відставання французького флоту, було ухвалено  30 березня 1912 Statut Naval, що передбачав отримання двадцяти восьми лінкорів, до 1920 році. Перші три кораблі були закладені в 1912 році.